# Podział administracyjny Sudanu
Sudan jest podzielony na 18 prowincji (wilajetów) i 86 dystryktów.

## Prowincje Sudanu

Podział administracyjny Sudanu – prowincje

- Al-Dżazira (9)
- Al-Kadarif (13)
- Chartum (1)
- Darfur Południowy (7)
- Darfur Północny (6)
- Darfur Środkowy (16)
- Darfur Wschodni (17)
- Darfur Zachodni (15)
- Kassala (4)
- Kordofan Południowy (8)
- Kordofan Północny (2)
- Kordofan Zachodni (18)
- Nil (11)
- Nil Biały (10)
- Nil Błękitny (5)
- Prowincja Morza Czerwonego (12)
- Prowincja Północna (3)
- Sannar (14)

## Dystrykty Sudanu
| Lp. | Mapa stanu z podziałem | Nazwa stanu                | Liczba dystryktów |
| --- | ---------------------- | -------------------------- | ----------------- |
| 1.  |                        | Prowincja Północna         | 4                 |
| 2.  |                        | Nil                        | 6                 |
| 3.  |                        | Prowincja Morza Czerwonego | 4                 |
| 4.  |                        | Darfur Północny            | 5                 |
| 5.  |                        | Kordofan Północny          | 7                 |
| 6.  |                        | Chartum                    | 7                 |
| 7.  |                        | Kassala                    | 5                 |
| 8.  |                        | Nil Biały                  | 4                 |
| 9.  |                        | Al-Dżazira                 | 7                 |
| 10. |                        | Al-Kadarif                 | 5                 |
| 11. |                        | Darfur Zachodni            | 7                 |
| 12. |                        | Sannar                     | 3                 |
| 13. |                        | Darfur Południowy          | 9                 |
| 14. |                        | Kordofan Południowy        | 8                 |
| 15. |                        | Nil Błękitny               | 5                 |
| 16. |                        | Darfur Środkowy            | 8                 |
| 17. |                        | Darfur Wschodni            | 9                 |
| 18. |                        | Kordofan Zachodni          | 3                 |